# Магнезит
Магнезит је минерална руда магнезијума из групе карбоната, назива се и магнезијум карбонат а његова хемијска формула је MgCO3.
Назив је добио по области Магнезија у Тесалији (Грчка), где је први пут откривен.

## Опис
У природи се може наћи у: белој, жутој и плавој боји. Јавља се у виду кристалних и криптокристаластих агрегата, у природи је скоро увек праћен променљивим уделом различитих примеса (FeCO3, CaCO3, MnCO3, Al2O3, SiO2 и др.).
Растворен у киселинама магнезит реагује без кључања, за разлику од осталих калцита.

## Налазишта
Најзначајнија налазишта магнезита налазе се у: Аустрији (Штајерска), Чешкој, Пољској (Шлезији), Грчкој (Евија), САД, Русији (Сибир Иркутск), Немачкој и Италији.

## Примена
Магнезит се користи за производњу ватросталних и магнезијумских везива у хемијској индустрији. Користи се и за производњу ватросталних блокова за градњу.